# Standdaarbuiten
Standdaarbuiten (gemeente Moerdijk) is een plaats in de Nederlandse provincie Noord-Brabant. Standdaarbuiten bestaat sinds 1529 en ligt tussen Fijnaart en Oudenbosch. Het is een agrarisch kerkdorp, waar vlas een belangrijke bestaansbron was.

## Etymologie
Er zijn twee verklaringen voor de herkomst van de naam Standdaarbuiten. De eerste zoekt het bij de Sint-Elisabethsvloed in 1421, toen zich ten noorden van het land van Gastel en Barlebosch buitendijks nieuw land in het water begon af te tekenen. Dit nieuwe land, een grote zandbank, werd aangeduid als "'t sant er buyten" of "'t sant daer buyten". Op oude kaarten uit de tweede helft van de 15e eeuw werd deze zandbank reeds beschreven als het Stantderbuyten.
De tweede verklaring is dat een baken voor de scheepvaart een 'standaert' werd genoemd. Op de zandbank zou een paal hebben gestaan, die werd aangeduid als een Standaert-buyten. Deze verklaring gaat echter niet op, omdat de twee letters d in Standdaarbuiten naast elkaar geschreven dienen te worden. De naam Standaert-buyten zou verbasterd leiden tot Standaardbuiten, wat de veel voorkomende verkeerd geschreven naam oplevert.

## Geschiedenis
Na de Sint-Elisabethsvloed was de situatie zodanig dat het gebied ten noorden van de Mark in een kweldergebied veranderde. In 1527 werden de kwelders ten noorden van de Mark ingepolderd door Jan III van Glymes, die markies was van Bergen op Zoom. Aldus ontstond Polder het Oudland van Standdaarbuiten. Ten zuiden van de polder, ter plaatse van het huidige Standdaarbuiten, stroomde de Mark een krekengebied in om achtereenvolgens via de Wijtslach en de Barlaecke, bij de buurtschap Barlaque, zich met de Mooie Keene samen te voegen tot de Dintel.
In 1529 werd in deze polder het dorp Standdaarbuiten gesticht. Het werd ontworpen als een voorstraatdorp. De polder groeide in de loop der jaren aan van 880 tot 1350 ha. Standdaarbuiten beschikte over een haven, die echter in de jaren 60 van de 20e eeuw werd gedempt. Ook kwam er een veerverbinding over de Mark tussen Standdaarbuiten en Oudenbosch. Deze meerde aan nabij de buurtschap Schans. Het veer werd echter in 1839 opgeheven. Toen kwam er namelijk een brug, welke later ook is verdwenen. In 1548 werd een kerk ingewijd.
Daar de polder in het grensgebied van het graafschap Holland en het markiezaat Bergen op Zoom lag, kwam het nog weleens tot schermutselingen over en weer. Vooral tijdens de Tachtigjarige Oorlog had ze veel te lijden van nu eens Spaanse, dan weer Staatse troepen. Zo werd Standdaarbuiten en omgeving in 1572 door de Geuzen geplunderd en gebrandschat, terwijl in 1760 een brand het dorp in de as legde.
In 1867 kwam er een suikerfabriek met een 54 meter hoge schoorsteen. Deze fabriek werd omstreeks 1930 afgebroken. Ook de vlasteelt was belangrijk, tot ongeveer 1950. Daarna ging men over op champignonteelt. Voor beide teelten was Standdaarbuiten het centrum in West-Brabant.
Toen, tegen het einde van de Tweede Wereldoorlog, de geallieerden naar het noorden oprukten, trachtten de Duitsers hun opmars bij de Mark te vertragen, zodat ze zich konden terugtrekken ten noorden van het Hollandsch Diep. Op 30 oktober 1944 bliezen ze de brug over de Mark op. Daarna volgden beschietingen, waarbij het dorp vrijwel geheel werd verwoest. Op 4 november 1944 werd Standdaarbuiten bevrijd.
De Franciscanessen van Etten bewoonden in Standdaarbuiten het Sint-Antoniusklooster van 1838-1978. Het bevond zich aan het Pastoor Coolenplein 3. Tot 1 januari 1997 was Standdaarbuiten een zelfstandige gemeente, daarna was er een fusie met vier andere gemeente tot de gemeente Zevenbergen, die in april 1998 hernoemd werd tot de gemeente Moerdijk.

## Bezienswaardigheden
- De Johannes de Doperkerk is een laat-neogotische bakstenen kruiskerk met toren uit 1924, die echter in november 1944 door oorlogsschade zijn spits kwijtraakte en sindsdien afgeknot is. Architect was J. Oomen en de kerk bevindt zich aan Markt 25. De kerk heeft een asymmetrische voorgevel en een breed schip. Het interieur is uitgevoerd in schoon metselwerk en wordt gedomineerd door fraaie gewelven. Op deze plaats stond de uit 1548 daterende dorpskerk. Na de reformatie betrokken de katholieken in 1763 een schuurkerk. In 1863 werd deze gesloopt en vervangen door een nieuwe kerk, die op haar beurt gesloopt is en door de huidige kerk vervangen.
- De Hervormde kerk is een eenvoudige zaalkerk aan Havenstraat 7, die ingewijd werd in 1810. Het is een Napoleonskerk. In 2010 werd er de laatste dienst gehouden, daar het aantal protestanten sterk terugliep.
- Het voormalig Gemeentehuis bevindt zich aan de markt. Het gebouw heeft een tentdak met dakruiter en een bordes.
- De voormalige Molen van Standdaarbuiten, aan Molenstraat 10, uit 1786 bestaat sinds 1921 uit een molenromp.
- Voormalig stoomwatergemaal De Eersteling, aan de Molendijk 24 uit 1880 Huidige maatschappelijke functie: Educatie, workshops, lezingen en tentoonstelling met betrekking tot water en natuur.
- De Keenesluis. Deze sluis is zeldzaam Nederlands erfgoed. In de sluis heeft een scheprad gestaan, dat maakt de sluis uniek. Het scheprad hoorde bij het schepradstoomgemaal dat naast de Keenesluis heeft gestaan. De Keenesluis is gemeentelijk monument. In 2018 is de Keenesluis 250 jaar oud.

## Natuur en landschap
Standdaarbuiten ligt aan de Mark. Het landschap bestaat voornamelijk uit zeekleipolders, die worden omgeven door dijken. Vooral de Kreekdijk kan worden genoemd, die vroeger bescherming bood tegen het water van de Mooie Keene. Hiervan is de Keenehaven nog overgebleven, een veel smallere waterloop die tevens de grens vormde met Fijnaart.

## Evenementen

### Carnaval
Een jaarlijks terugkerend evenement in Standdaarbuiten is de carnavalsoptocht, waarvan een verlichte stoet van kleine en grote praalwagens het middelpunt vormt. Deze optocht wordt rechtstreeks uitgezonden op Omroep Brabant.
Zwammegat, de carnavalsnaam van Standdaarbuiten, vindt zijn oorsprong in de champignonteelt die na de verdwijning van de vlasteelt ontstond in de oude vlasserijwerkplaatsen.

## Verenigingen
- Heemkundekring 't Sandt daer buyten
- Karnavalsstichting De Deurzetters
- Voetbalvereniging SVC Standdaarbuiten
- Tennisvereniging TC Rally Standdaarbuiten
- Harmonie Oefening Standdaarbuiten
- Majorettevereniging The Stardreams
- Atletiekvereniging AVS 90
- Volleybalvereniging SRV
- EHBO vereniging Cosmas en Damianus

## Verkeer en vervoer
Standdaarbuiten is bereikbaar vanaf de A17. Openbaar vervoer naar Standdaarbuiten wordt verzorgd door Arriva met lijn 210 van Klundert naar Oudenbosch.

## Foto's

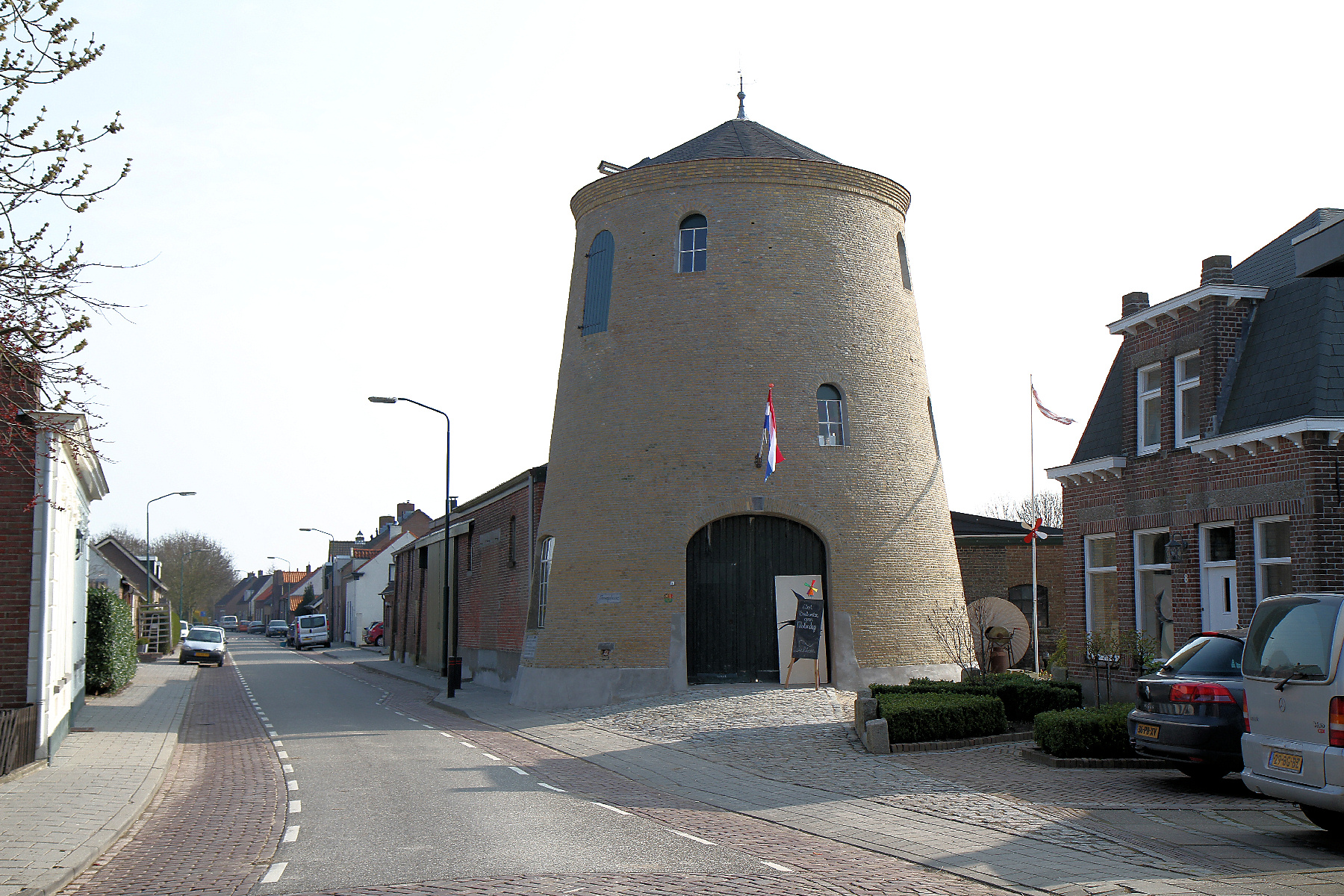
Molenstraat met voormalige molen

## Nabijgelegen kernen
Fijnaart, Noordhoek, Oudenbosch, Oud Gastel, Stampersgat

## Geboren in Standdaarbuiten
- Petrus Hopmans (22 augustus 1865 - 18 februari 1951), rooms-katholiek bisschop van het Bisdom Breda (1914-1951)
- M.J.A. Mol (4 juni 1908 - 21 mei 1991), aquarellist, kunstdocent en archivaris
- Jan de Baat (1921-2010), beeldhouwer en edelsmid
- Cornelis Johannes Rijnvos (20 februari 1931- 12 april 2018), econoom, professor, politicus en rector van de Erasmus Universiteit Rotterdam